# Coutume de Sedan
La coutume de Sedan désignait l'ensemble des règles de droit coutumier qui régissaient les rapports juridiques, économiques, familiaux et sociaux des habitants de la Principauté de Sedan, puis du bailliage de Sedan après son rattachement au royaume de France ; il s'agit d'une législation civile qui ne disparut qu'à partir de la Révolution française de 1789 et surtout par l’application du Code civil sur l'ensemble du territoire français.

## Histoire
Les coutumes, propres au nord de la France, sont, jusqu'aux XV et XVIe siècle, la source presque exclusive du droit et sont, pour l'essentiel, une jurisprudence locale ou régionale, éparse et non écrite.
Robert IV de La Marck, duc de Bouillon et prince de Sedan, le premier, fit recueillir et mettre par écrit, en 1539, plusieurs décisions et points de droit et pratiques judiciaires et il les fit publier.
Henri-Robert de La Marck, son fils, dans un esprit d'amélioration, confie le soin d'en réviser le texte, à une Commission spéciale, où il fait entrer  plusieurs personnages expérimentés et versés au fait et maniement de la justice, voire et des plus grands sièges et parlements du Royaume  ; il s'agit, pour beaucoup, de juristes protestants qui ont trouvé un asile à Sedan. Cette Commission, composée de 14 membres, publie en 1568 un recueil contenant : les Ordonnances du duc de Bouillon, pour le règlement de ses terres et seigneuries souveraines de Sedan, Jametz, Raucourt, Florenge, Florenville, Messaincourt, Lognes et le Saucy, avec les Coutumes générales desdites terres et seigneuries.
Lorsque le fief de Sedan cessa de former une principauté souveraine et que le maréchal Abraham Fabert fut nommé au gouvernement de Sedan par lettres patentes du 15 janvier 1644, les sujets de l'ancienne principauté furent confirmés dans leurs droits et privilèges, et les ordonnances ainsi que les coutumes continuèrent à être observées, en vertu des Lettres royales données à Rueil au mois de juin 1644. 

## Coutume générale
La Coutume de la Principauté de Sedan, dans sa version de 1568, est constituée de dix-sept titres ou chapitres, qui contiennent trois cent vingt-six articles, et qui sont :
- De la différence & qualité des Personnes.
- De la qualité & difference de Biens Meubles & Immeubles, Propres & Acquests.
- Des Fiefs.
- De Communauté de Biens.
- De Donations & Conventions entre l'Homme & la Femme.
- De Donations faites entre-vifs.
- Des Testamens, & executions d'iceux.
- De Tuteurs, Curateurs, Gardiens Baillistres de Mineurs.
- Des Successions & Partages.
- De Douaire.
- De Retraict Lignager.
- De Saisine & Possession.
- D'Hypothecque.
- De Servitudes réelles.
- De Pasquis, Pasturages, Aisances & Usages.
- De Prescription.

## Éditions
- « Coustumes générales des Terres et seigneuries de Sedan, Jamects, Raulcourt, Florenges et autres Terres Souveraines de Monsieur le Duc de Buillon », 1568, dans le Nouveau coutumier général, ou: Corps des coutumes generales et particulieres de France, et des provinces connues sous le nom des Gaules, par Charles Antoine Bourdot de Richebourg, Paris : chez Théodore Le Gras, 1724, pp. 819-844 (En ligne)